# Estación de Loulé - Praia de Quarteira
La Estación Ferroviaria de Loulé, igualmente conocida como Estación de Loulé - Praia de Quarteira, es una plataforma ferroviaria de la Línea del Algarve, que sirve a las localidades de Loulé y de Quarteira, en el Distrito de Faro, en Portugal.

## Características

### Clasificación, vías y plataformas
En 2004, esta plataforma tenía la clasificación "D" de la Red Ferroviaria Nacional. En 2009, estaba servida por tres vías de circulación, teniendo la primera 510 metros de largo, la segunda 380 metros, y la tercera 402 metros; las dos plataformas tenían 210 y 300 metros de largo, teniendo cada una 90 centímetros de altura.
En enero de 2011, las tres líneas habían sido alteradas, contando con 515, 297 y 317 metros de longitud; las plataformas también sufrieron modificaciones, pasando a tener 167 y 218 metros de extensión, y 55 y 70 centímetros de altura.

### Servicios
En 2004, esta estación incluía una terminal de mercancías.

## Historia

### SigloXIX

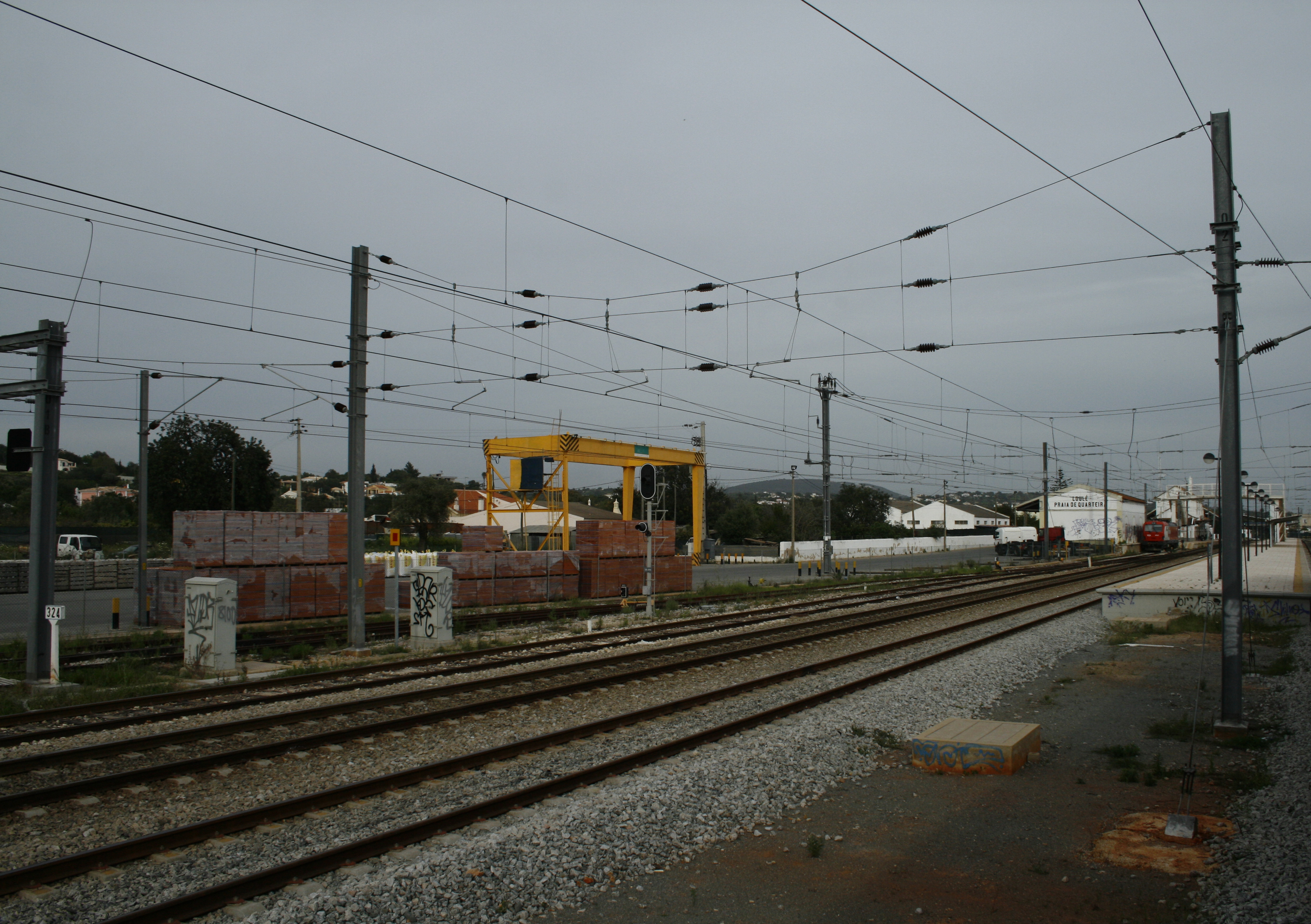
Terminal de carga de Loulé, junto a la estación.

El 7 de marzo de 1888, el gobierno portugués autorizó la construcción de letrinas y de muelles cubiertos y descubiertos en esta estación.
Esta plataforma se encuentra entre las estaciones de Amoreiras-Odemira y Faro, que fue inaugurada el 1 de julio de 1889. En el momento de su construcción, se situaba a aproximadamente 5 kilómetros de distancia de Loulé, junto a la ruta que unía esta localidad a Quarteira, de forma que sirviese a estas dos localidades.

### SigloXX
En 1905, fue pedida la concesión para la construcción de una conexión ferroviaria asentada en la ruta, uniendo esta estación al Apeadero de São Francisco, en Faro, pasando por las localidades de São Romão, São Brás de Alportel, Estói y Concepción.
En 1903, esta estación participó en las conmemoraciones de la Inauguración del Ramal de Portimão.
En 1914, la Cámara Municipal de Loulé pidió el estudio para la construcción de un ramal entre esta estación y las localidades de Loulé y São Brás de Alportel; este pedido fue autorizado por la ley n.º 262 del 23 de julio de 1914. Debido a la hambruna que se hizo sentir en el Algarve durante la Primera Guerra Mundial, operarios de Loulé impidieron que un vagón de frijoles saliese de la Estación el 15 de  octubre de 1917, con destino a Faro; el contenido del vagón fue, posteriormente, vendido en la plaza pública de la localidad.
En 1926, la Cámara Municipal de Loulé requirió, en sustitución del ramal pedido en 1914, que el trazado de la Línea del Sur fuese alterado, de forma que la vía pasase más cerca de la localidad; no obstante, se vaticinó que esta alteración iba a ser bastante deficitaria, debido al relieve, e iba a reducir el acceso a las poblaciones costeras de esta zona al transporte ferroviario. A semejanza de los ocurrido en otras estaciones en la Línea del Algarve, la elevada distancia hasta la localidad de Loulé tenía efectos nefastos en el movimiento de pasajeros y mercancías, y redujo la competitividad del ferrocarril en relación con el transporte viario. En 1931, la empresa Louletana Lda. contrató, con la Compañía de los Caminhos de Ferro Portugueses, el establecimiento de un servicio de envío combinado de mercancías entre la estación y la localidad de Loulé; posteriormente, la empresa Auto-Algarve, Lda., que sucedió a Louletana, creó un servicio de pasajeros en el mismo recorrido.
La estación se convirtió, en el siglo XX, como uno de los más importantes puestos de tránsito de mercancías en el Algarve; recibía, normalmente, cereales y harinas para la ciudad de Loulé, que fue uno de los principales centros panificadores en la región.

### SigloXXI
En 2003, la estación fue objetivo de una intervención, por parte de la Red Ferroviaria Nacional.
En abril de 2004, los usuarios de esta estación y los moradores de la zona protestaron contra la falta de seguridad de un paso a nivel en las proximidades de la estación.